# Pelmatellus balli
Espèce
Pelmatellus balli est une espèce d'insectes de la famille des Carabidae.